# 溶液堆

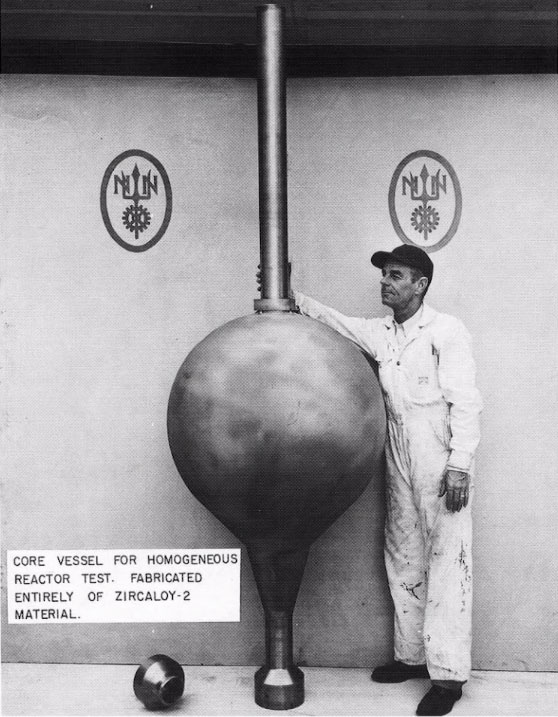
橡树岭国家实验室的溶液堆

溶液堆（英語：Aqueous homogeneous reactors，简称AHR）是一种使用可溶性核燃料（通常是硫酸铀、硝酸铀酰）的核反应堆。核燃料会被溶在水中，混以冷却剂和中子减速剂。所使用的水既可以是普通的水（“轻水”）也可以是重水，但纯度一定要高。